# James Norton
Pour les articles homonymes, voir Norton.
James Norton, né le 18 juillet 1985 à Londres (Angleterre), est un acteur britannique.
Il est connu pour avoir incarné en 2016 le rôle du prince André Bolkonsky dans la mini-série britannique Guerre et Paix et surtout le rôle du Révérend Sidney Chambers dans Grantchester de 2014 à 2019.

## Biographie

### Jeunesse, famille & débuts
James Geoffrey Ian Norton, né à Londres le 18 juillet 1985, est le fils d'un couple d'enseignants, Hugh B. Norton et Lavinia J. Norton. Il a une jeune sœur (née en 1987), Jessica, qui exerce aujourd'hui la profession de médecin.
Bien qu'originaire de Londres, la famille s'installe à Malton, ville du district de Ryedale, dans le Nord-Yorkshire. 

### Éducation
La scolarité de James débute chez les Bénédictins, à Ampleforth, autre village du Nord-Yorkshire, dans une des écoles catholiques privées les plus réputées d'Angleterre. Il s'y distingue autant par son intérêt pour le théâtre que pour le tennis. À l'âge de 15 ans, il fait un stage au Théâtre Stephen Joseph de Scarborough.
C'est au sein de l'Université de Cambridge qu'il rejoint à partir de 2004, qu'il étudie la Théologie au Fitzwilliam College.
Bénéficiaire d'une bourse octroyée par son Collège pour se rendre dans le nord de l'Inde et au Népal, il part y enseigner et jouer au théâtre pour les écoliers de 16 écoles différentes.
Par la suite, à Cambridge, Il fait partie du "Marlowe Society Theatre Club" (en français Club de théâtre "Marlowe Society") et en 2007 - à l'occasion du centenaire du club - il interprète le personnage de Posthumus dans la pièce Cymbeline de William Shakespeare, mise en scène par Trevor Nunn.
Il dit de lui-même qu'il « a joué dans un tas de pièces au cours de ses années universitaires. »
Finalement, il intègre l'Académie Royale d'Art Dramatique - Royal Academy of Dramatic Art (RADA) - à Londres, dont il sort diplômé en 2010.

### Vie privée
En 2014, il annonce avoir acheté une maison dans le quartier de Peckham, à Londres.
Interrogé sur ses croyances religieuses, il a répondu : « Manifestement, j'ai quelque relation avec la religion puisque j'ai fréquenté une école catholique, puis j'ai fait des études en théologie. Je ne peux me définir comme étant pieux, mais je suis fasciné par la foi. »
Il a été en couple avec Eleanor Wyld de 2014 à 2015, puis avec Jessie Buckley, rencontrée sur le tournage de Guerre et Paix de 2016 à 2018.
En 2018, il est en couple avec l'actrice britannique Imogen Poots mais ils se séparent à la fin de l'année 2023.

## Carrière
Sa carrière débute en 2009 en interprétant un petit rôle aux côtés de Carey Mulligan et Emma Thompson dans le film anglo-américain Une éducation de Lone Scherfig.
En 2010, il fait partie de la distribution de Posh, pièce de théâtre écrite par Laura Wade et jouée au Royal Court Theatre de Chelsea à Londres. Toujours en 2010, au Crucible Theatre de Sheffield, dans That Face, pièce de Polly Stenham, il tient le rôle d'Henry, un adolescent de 18 ans qui a abandonné ses études afin de s'occuper de Martha, sa mère toxicomane et psychologiquement perturbée, interprétée par Frances Barber. À son propos, la critique de Lynne Walker (1956-2011) parue dans le journal The Independent, souligne : « Au centre de toute l'histoire se place Henry, dont la saisissante interprétation par James Norton le montre bien se comporter comme un jeune animal en cage. »
Il revient au cinéma en 2012, on le retrouve dans le film Cheerful Weather for the Wedding, puis l'année suivante, sous les traits du pilote automobile Guy Edwards dans Rush de Ron Howard et ou ceux d'un des soupirants du rôle-titre Belle. Toujours en 2013, il apparaît dans un épisode de la septième saison de la série de science-fiction Doctor Who et dans la dramatique Death Comes to Pemberley, qui selon l'article que lui consacre Télérama par la suite en France, est une « suite criminelle de l'un des romans les plus lus de Jane Austen », Orgueil et Préjugés, dont le château de Pemberley, propriété de Mr Darcy, est le lieu le plus emblématique.
En 2014, il incarne Tommy Lee Royce, le « méchant » de la série policière Happy Valley diffusée sur BBC One. Il est ovationné pour son interprétation et dans le journal The Telegraph, le critique Michael Hogan n'hésite pas à écrire : « ... la naissance d'une star, seulement connu par quelques petits rôles avant celui-ci, le diaboliquement élégant James Norton, 29 ans, est devenu le haïssable assassin Royce, qu'il interprète avec maestria. » À la fin de la diffusion de cette série, en parlant du personnage qu'il y avait incarné, James déclare « avoir au moins huit millions de personnes qui souhaitent sa mort. » À l'issue des BAFTAs de 2015, Norton annonce son retour dans une deuxième saison d'Happy Valley.
Toujours en 2014, il figure aux génériques des films Northmen : Les Derniers Vikings  et Mr. Turner. Et il interprète le rôle du Révérend Sidney Chambers dans Grantchester. Son personnage forme un improbable duo d'enquêteurs avec l'Inspecteur de police Geordie Keating (interprété par Robson Green), à la chasse de criminels et d'assassins. Il quitte la série en 2019.
En 2015, il incarne Duncan Grant dans Life in Squares, minisérie produite par la chaîne BBC Two qui s'intéresse au Bloomsbury Group, un cercle d'intellectuels marginaux qui, au début du XXe siècle, réunissait plusieurs écrivains, penseurs et artistes britanniques. Mais aussi dans le téléfilm adapté du livre eponyme Lady Chatterley's Lover réalisé par Jed Mercurio avec Holliday Grainger et Richard Madden. 
L'année suivante, toujours pour la télévision, il obtient le rôle du Prince Bolkonsky dans la mini-série britannique de six épisodes Guerre et Paix avec Lily James, Paul Dano, Jack Lowden, ou encore Jessie Buckley. D'autre part, il joue au cinéma dans les films Hampstead de Joel Hopkins et le remake L'Expérience interdite - Flatliners de Niels Arden Oplev.
En 2018, il joue dans la série McMafia produite par Amazon Prime vidéo, où il incarne le fils d'un patron de la mafia russe exilé à Londres, qui tente d'échapper au monde du crime organisé. L'année d'après il est présent au casting du film L'Ombre de Staline.
En 2020, il tourne aux côtés d'Emma Watson, Florence Pugh, Eliza Scanlen et Laura Dern dans la nouvelle adaptation du livre homonyme Les Filles du docteur March, réalisé par Greta Gerwig. Il joue également dans la mini-série The Trial of Christine Keeler avec Sophie Cookson.
En 2020, il porte le mélodrame Un endroit comme un autre puis devient le partenaire d'Amanda Seyfried pour Dans les angles morts puis de Gemma Arterton dans le thriller Rogue Agent.
Depuis 2021, son nom est régulièrement cité comme potentiel successeur de Daniel Craig dans le rôle de James Bond. Son nom avait déjà été évoqué en 2016, lorsque Craig refusait de reprendre le rôle après le tournage de 007 Spectre.

## Filmographie

### Cinéma

#### Longs métrages
- 2009 : Une éducation (An education) de Lone Scherfig : le petit ami de Jenny
- 2012 : Cheerful Weather for the Wedding de Donald Rice : Owen
- 2013 : Rush de Ron Howard : Guy Edwards
- 2013 : Belle de Amma Asante : Oliver Ashford
- 2014 : Mr. Turner de Mike Leigh : Francis Willoughby
- 2014 : Northmen : Les Derniers Vikings (Northmen: A Viking Saga) de Claudio Fäh : Bjorn
- 2014 : Bonobo de Matthew Hammett Knott : Ralph
- 2015 : The Daughter (Angelica)  de Mitchell Lichtenstein : Harry
- 2017 : Hampstead de Joel Hopkins : Philip
- 2017 :L'Expérience interdite : Flatliners (Flatliners) de Niels Arden Oplev : Jamie
- 2019 : L'Ombre de Staline (Mr. Jones) d'Agnieszka Holland : Gareth Jones
- 2020 : Les Filles du docteur March (Little Women) de Greta Gerwig : Jonathan « John » Brooke
- 2020 : Un endroit comme un autre (Nowhere Special) d'Uberto Pasolini : John
- 2021 : Dans les angles morts (Things Heard & Seen) de Shari Springer Berman et Robert Pulcini : George Clare
- 2022 : Rogue Agent de Declan Lawn et Adam Patterson : Robert Freegard
- 2023 : Men of Divorce de Noah Pritzker : Nick Pearce
- 2023 : Heart of Darkness de Gerald Conn : Voix
- 2024 : Bob Marley: One Love de Reinaldo Marcus Green : Chris Blackwell

#### Courts métrages
- 2009 : Kapital de George Belfield : Un étudiant
- 2012 : On This Island de Matthew Hammett Knott : Hadrian
- 2014 : Hollow de Joe Payne : Un homme
- 2016 : The Complete Walk: Richard II de Bill Buckhurst : Richard II
- 2016 : Everyday Performance Artists de Polly Stenham : Aaron
- 2018 : Hero de Freddie Fox : Charles jeune

### Télévision

#### Séries télévisées
- 2012 : Inspecteur George Gently (Inspector George Gently), épisode Gently with Class : James Blackstone
- 2013 : Blandings, épisode Pig-Hoo-o-o-o-ey : Jimmy Belford
- 2013 : Doctor Who, épisode Cold War : Onegin
- 2013 :  By Any Means, saison 1, épisode 1 : Michael Prence
- 2013 : Death Comes to Pemberley, 3 épisodes : Henry Alveston
- 2014 : The Great War: The People's Story, saison 1, épisode 3 : Will Martin
- 2014-2023 : Happy Valley, 18 épisodes : Tommy Lee Royce
- 2014-2019 : Grantchester : Réverend Sidney Chambers
- 2015 : Life in Squares, 3 épisodes : Duncan Grant jeune
- 2016 : Black Mirror, épisode Nosedive : Ryan Pound
- 2016 : Guerre et Paix (War and Peace) : Prince Andrei Bolkonsky
- 2018 : McMafia : Alex Godman
- 2019-2020 : The Trial of Christine Keeler: Stephen Ward
- 2020 : Unprecedented: Real Time Theatre from a State of Isolation, saison 1 épisode 2 : Timothy
- 2021-2022 : The Nevers : Hugo Swann

#### Téléfilms
- 2012 : La vie aux aguets (Restless)  : Kolia
- 2015 : Lady Chatterley's Lover de Jed Mercurio : Sir Clifford Chatterley
- 2016 : La Vie des sœurs Brontë (To Walk Invisible: The Brontë Sisters) de Sally Wainwright : Le Duc de Wellington

## Théâtre
| Année(s)  | Production                                                                                                   | Rôle                              | Notes |
| --------- | --- | --------------------------------- | --- |
| 2023      | A Little Life (Une vie comme les autres) (1966) de Ivo Van Hove, d'après le roman de Hanya YANAGIHARA (2015) | Jude                              | |
| 2011–2012 | The Lion in Winter (Un lion en hiver) (1966) de James Goldman                                                | Geoffrey                          | du 5 novembre 2011 au 28 janvier 2012 au Theatre Royal, Haymarket, West-End de Londres.                                                   |
| 2011      | Journey's End (La fin du voyage) (1928) de Robert Cedric Sherriff                                            | Captain Stanhope (rôle principal) | De mars à juin : en tournée au Royaume-Uni. De juillet à septembre au Duke of York's Theatre, West-End de Londres.                        |
| 2010      | That Face (2007) de Polly Stenham                                                                            | Henry                             | Interprété au Crucible Theatre de Sheffield en 2010.                                                                                      |
| 2010      | Posh (2010) de Laura Wade                                                                                    | Miles Richards                    | Interprété au Royal Court Theatre à Londres, début 2010.                                                                                  |
| 2007      | Cymbeline (c. 1611) de William Shakespeare                                                                   | Posthumus                         | Interprété pour La Marlowe Society au Cambridge Arts Theatre, alors que James Norton était encore étudiant. Mise en scène de Trevor Nunn. |

### Jeux vidéo
| Année | Titre                   | Rôle | Notes                       |
| ----- | ----------------------- | ---- | --------------------------- |
| 2014  | Dragon Age: Inquisition | Cole | Prête sa voix au personnage |

## Voix françaises
| - Marc Arnaud dans : - L'Ombre de Staline - Les Filles du docteur March - Bob Marley: One Love - Emmanuel Garijo dans (les séries télévisées) : - Grantchester - Guerre et Paix - Benjamin Penamaria dans (les séries télévisées) : - Happy Valley - McMafia | et aussi - Mathieu Moreau (Belgique) dans Belle - Marc Wilhelm dans Black Mirror (série télévisée) - Christophe Hespel (Belgique) dans Hampstead - Julien Allouf dans L'Expérience interdite : Flatliners - Alexis Victor dans Dans les angles morts - Alexandre Gillet dans The Nevers (série télévisée) |

## Récompenses et nominations
| Année | Nominated work | Récompense                        | Catégorie                           | Palmarès                          |
| ----- | -------------- | --------------------------------- | ----------------------------------- | --------------------------------- |
| 2014  | Happy Valley   | Crime Thriller Awards             | Meilleur acteur dans un second rôle | Lauréat                           |
| 2015  | Happy Valley   | British Academy Television Awards | Meilleur acteur dans un second rôle | Présélectionné pour la récompense |